# 1. armija (Austro-Ugarska)
1. armija (njem. 1. armee) je bila vojna formacija austrougarske vojske u Prvom svjetskom ratu. Tijekom Prvog svjetskog rata djelovala je na Istočnom i Rumunjskom bojištu.

## Povijest
Prva armija formirana je nakon što je Austro-Ugarska proglasila mobilizaciju u kolovozu 1914. godine. Armija se nalazila na Istočnom bojištu, te se na početku rata sastojala od tri korpusa i to I. korpusa, V. korpusa i X. korpusa. Zapovjednikom armije imenovan je general konjice Viktor Dankl.
Na početku rata 1. armija je držala položaje u središnjoj Galiciji, te je prema austrougarskom ratnom planu 22. kolovoza 1914. prešla rijeku San, te krenula prema Lublinu. Napredujući istočnom obalom rijeke Visle 1. armija sudarila se s ruskom 4. armijom pod zapovjedništvom baruna Antona Saltze. U Bitci kod Krasnika (23. kolovoza – 25. kolovoza 1914.) jedinice 1. armije pobjeđuju rusku 4. armiju koju prisiljavaju na povlačenje natrag u smjeru Lublina. Međutim, zbog poraza austrougarske vojske na istočnom dijelu austrougarskog rasporeda u bitkama na Gnjiloj Lipi i kod Rava-Ruske, 1. armija se kako bi izbjegla okruženje morala povući na položaje sjeverno od Krakowa.

Tijekom zime 1914-15 1. armija se nalazila na relativno mirnom dijelu Istočnog bojišta, te nije sudjelovala u Karpatskim operacijama. U svibnju 1915. armija sudjeluje u ofenzivi Gorlice-Tarnow (1. svibnja – 18. rujna 1915.). Tijekom ofenzive krajem svibnja Viktora Dankla koji je zbog ulaska Italije u rat upućen na Talijansko bojište, na mjestu zapovjednika privremeno zamjenjuje general konjice Karl von Kirchbach, dotadašnji zapovjednik I. korpusa. Ubrzo ga u lipnju zamjenjuje general konjice Paul Puhallo, dotada zapovjednik rasformirane 3. armije, koji nakon preuzimanja zapovjedništva s 1. armijom zauzima mostobrane kod Sandomierza i Tarlo-Josefowa. Nakon toga 1. armija skreće prema jugu u smjeru Lemberga, te zauzima Dubno, nakon čega se bojište stabiliziralo. U kolovozu 1. armija zajedno s 4. armijom ulazi u sastav Grupe armija Josef Ferdinand da bi u listopadu zajedno s 2. armijom ušla u sastav Grupe armija Böhm-Ermolli.
Prva armija je u lipnju 1916. snažno je napadnuta u Brusilovljevoj ofenzivi (4. lipnja – 20. rujna 1916.). Armija je napadnuta od strane ruske 8. armije pod zapovjedništvom Alekseja Kaledina i 11. armije pod zapovjedništvom Vladimira Saharova, te je zajedno s 4. armijom potisnuta gotovo 50 km unatrag. Između 1. i 4. armije nastala je praznina od gotovo 15 kilometara, te su, kako bi se bojište stabiliziralo, na isto morale biti upućene njemačke divizije zbog kojih je 1. armija ušla u sastav Grupe armija Linsingen. Novi napad ruske 11. armije međutim, uzrokovao je nove gubitke 1. armije i pad Brodija, što je uzrokovalo da 1. armija 26. srpnja 1916. bude rasformirana.

## Ponovno formiranje
Prva armija ubrzo je ponovno formirana. Armija je formirana 16. kolovoza 1916. zbog izvjesnog ulaska Rumunjske  u rat na strani Antante sa zadatkom sprječavanja prodora rumunjskih snaga preko Karpata u Bukovinu. Zapovjednikom armije imenovan je general pješaštva Artur Arz von Straussenburg, dotadašnji zapovjednik VI. korpusa. Nakon osnivanja armija je u početku imala manje od 10.000 ljudi da bi tijekom rujna bila značajno ojačana na način da su u njezin sastav ušli VI. korpus i njemački I. pričuvni korpus. U listopadu u sastav armije je umjesto I. pričuvnog korpusa koji je premješten u sastav novoformirane njemačke 9. armije, ušao najprije austrougarski XI., a nakon toga i XXI. korpus.
Nakon ulaska Rumunjske u rat, 27. kolovoza 1916. rumunjske jedinice prelaze granicu, te prodiru u Transilvaniju, te zauzimaju Brašov. Međutim, napredovanje rumunjskih jedinica je oprezno i sporo tako da 1. armija nakon dovlačenja pojačanja uspijeva zaustaviti napredovanje, te ubrzo 18. rujna zajedno s njemačkom 9. armijom prijeći u ofenzivu, te do 25. listopada potisnuti rumunjske snage na prijeratne položaje.
U veljači 1917. zapovjednikom 1. armije postaje general pukovnik Franz Rohr von Denta. U srpnju 1917. 1. armija je napadnuta od strane rumunjske 2. armije, u sklopu plana da se okruži njemačka 9. armija. U Bitci kod Marastija (22. srpnja – 1. kolovoza 1917.) južno krilo 1. armije je potisnuto 20 km unazad nakon čega je rumunjsko napredovanje zaustavljeno. Ubrzo nakon toga 1. armija prelazi u ofenzivu s ciljem prodora preko prijevoja Oituz, ali u Drugoj bitci kod Oituza (8. kolovoza– 20. kolovoza 1917.), ne uspijeva potisnuti rumunjske snage.
Nakon što su potpisivanjem Brest-Litovskog mira prestala neprijateljstva na Istočnom bojištu, 1. armija je rasformirana 15. travnja 1918. godine.  

## Zapovjednici
Viktor Dankl (14. kolovoza 1914. – 23. svibnja 1915.)
Karl von Kirchbach (23. svibnja 1915. – 10. lipnja 1915.)
Paul Puhallo (10. lipnja 1915. – 26. srpnja 1915.)
Artur Arz von Straussenburg (16. kolovoza 1916. – 1. ožujka 1917.)
Franz Rohr von Denta (1. ožujka 1917. – 15. travnja 1918.)

## Načelnici stožera
Alfred Kochanowski (14. kolovoza 1914. – 6. ožujka 1916.)

Hermann Sallagar (6. ožujka 1916. – 26. srpnja 1916.)

Josef Huber (16. kolovoza 1916. – 15. travnja 1918.)

## Bitke
Bitka kod Krasnika (23. kolovoza – 25. kolovoza 1914.)
Ofenziva Gorlice-Tarnow (1. svibnja – 18. rujna 1915.)
Brusilovljeva ofenziva (4. lipnja – 20. rujna 1916.)
Bitka za Transilvaniju (27. kolovoza – 26. studenog 1916.)
Bitka kod Marastija (22. srpnja – 1. kolovoza 1917.)
Druga bitka kod Oituza (8. kolovoza– 20. kolovoza 1917.)

## Sastav
- kolovoz 1914.: I. korpus, V. korpus, X. korpus
- listopad 1914.: I. korpus, V. korpus, X. korpus
- siječanj 1915.: I. korpus, II. korpus
- svibanj 1915.: I. korpus, II. korpus
- srpanj 1915.: I. korpus, II. korpus
- rujan 1915.: I. korpus, II. korpus, Korpus Szurmay, Grupa Smekal
- listopad 1915.: I. korpus, II. korpus, Korpus Szurmay
- siječanj 1916.: I. korpus, Korpus Szurmay
- srpanj 1916.: XVIII. korpus
- rujan 1916.: VI. korpus, I. pričuvni korpus
- listopad 1916.: VI. korpus, XI. korpus, XXI. korpus
- studeni 1916.: VI. korpus, XXI. korpus, Konjički korpus Brudermann, Grupa Gerok
- prosinac 1916.: VI. korpus, XXI. korpus, Grupa Stein
- siječanj 1917.: VI. korpus, XXI. korpus, Grupa Litzmann
- srpanj 1917.: VI. korpus, VIII. korpus, Grupa Gerok, Grupa Lipoščak
- listopad 1917.: Grupa Gerok, Grupa Marenzi
- prosinac 1917.: VI. korpus, VII. korpus, IX. korpus, XXI. korpus
- veljača 1918.: VII. korpus, IX. korpus, XXI. korpus
Paul Puhallo, zapovjednik 1. armije od lipnja 1915.

## Vojni raspored 1. armije na početku Prvog svjetskog rata
Zapovjednik: general konjice Viktor Dankl

- I. korpus (genkonj. Karl von Kirchbach)
  - 5. pješačka divizija (podmrš. Scotti)
  - 46. landverska divizija (podmrš. Nastopil)

- V. korpus (gentop. Paul Puhallo)
  - 14. pješačka divizija (podmrš. Martiny)
  - 23. pješačka divizija (podmrš. Rebracha)
  - 37. honvedska divizija (podmrš. Wieber)

- X. korpus (genpj. Hugo Meixner)
  - 2. pješačka divizija (podmrš. Lipoščak)
  - 24. pješačka divizija (podmrš. Rudan)
  - 45. landverska divizija (podmrš. Ljubičić)

- Pod neposrednim armijskim zapovjedništvom
  - 12. pješačka divizija (podmrš. Kestranek)
  - 3. konjička divizija (podmrš. A. Brudermann)
  - 9. konjička divizija (podmrš. Hauer)

## Vojni raspored 1. armije u siječnju 1915.
Zapovjednik: general konjice Viktor Dankl

- II. korpus (podmrš. Johann von Kirchbach)
  - 25. pješačka divizija (nadvoj. Peter Ferdinand)
  - 4. pješačka divizija (podmrš. Stöger-Steiner)

- I. korpus (genkonj. Karl von Kirchbach)
  - 5. pješačka divizija (podmrš. Habermann)
  - 46. pješačka divizija (podmrš. Brandner)

- Grupa Martiny (podmrš. Hugo Martiny)
  - 14. pješačka divizija (genboj. Willerding)
  - 106. landverska divizija (podmrš. Kletter)
  - 2. konjička divizija (genboj. Ziegler)Artur Arz von Straussenburg, zapovjednik 1. armije od kolovoza 1916.

## Vojni raspored 1. armije u ofenzivi Gorlice-Tarnow
Zapovjednik: general konjice Viktor Dankl

- I. korpus (genkonj. Karl von Kirchbach)
  - 46. zaštitna divizija (genboj. Czapp)
  - 2. konjička divizija (genboj. Ursyn-Pruszynski)

- II. korpus (podmrš. Johann von Kirchbach)
  - 25. pješačka divizija (nadvoj. Peter Ferdinand)
  - 4. pješačka divizija (podmrš. Bellmond)

## Vojni raspored 1. armije u rujnu 1915.
Zapovjednik: general topništva Paul Puhallo

- Korpus Szurmay (podmrš. Sandor Szurmay)
  - 7. pješačka divizija (genboj. Dani)
  - 40. honvedska divizija (podmrš. Plank)

- I. korpus (genkonj. Karl von Kirchbach)
  - 9. pješačka divizija (podmrš. Schenk)
  - 46. zaštitna divizija (genboj. von Czapp)

- II. korpus (genpj. Johann von Kirchbach)
  - 25. pješačka divizija (genboj. Poleschensky)

- Armijska pričuva
  - 45. zaštitna divizija (podmrš. Smekal)
  - 4. pješačka divizija (podmrš. Schmidt)Franz Rohr von Denta, posljednji zapovjednik 1. armije

## Vojni raspored 1. armije u Brusilovljevoj ofenzivi
Zapovjednik: general pukovnik Paul Puhallo

- XVIII. korpus (podmrš. Claudius Czibulka)
  - 7. konjička divizija (podmrš. Micewski)
  - 46. zaštitna divizija (genboj. Urbanski)
  - 25. pričuvna divizija (genboj. Boog)

- Grupa Marwitz (genkonj. Georg von der Marwitz)
  - 7. pješačka divizija (genboj. Baumgartner)
  - 22. pješačka divizija (genpor. Dieffenbach)
  - 108. pješačka divizija (genpor. Beckman)
  - 48. pješačka divizija (podmrš. Gabriel)

- Grupa Falkenhayn (genkonj. Eugen von Falkenhayn)
  - 61. pješačka divizija (podmrš. Winkler)
  - 4. konjička divizija (podmrš. Leonardi)
  - 43. pričuvna divizija (genboj. Runckel)
  - 9. konjička divizija (genboj. Heuduck)

## Vojni raspored 1. armije u rujnu 1916.
Zapovjednik: general pješaštva Artur Arz von Straussenburg

- VI. korpus (podmrš. Ludwig von Fabini)
  - 61. pješačka divizija (genboj. Grallert)
  - 37. honvedska divizija (genboj. Haber)
  - 72. pješačka divizija (podmrš. Heffele)

- Pod neposrednim armijskim zapovjedništvom
  - 71. pješačka divizija (genboj. Goldbach)
  - 39. honvedska divizija (genboj. Dani)
  - 89. pješačka divizija (genpj. H.Lüttwitz)

## Vojni raspored 1. armije u studenom 1916.
Zapovjednik: general pješaštva Artur Arz von Straussenburg

- VI. korpus (podmrš. Ludwig von Fabini)
  - 39. honvedska divizija (puk. Daubner)
  - 61. pješačka divizija (genboj. Grallert)

- XXI. korpus (podmrš. Kasimir von Lütgendorf)
  - 72. pješačka divizija (podmrš. Bandian)
  - 73. honvedska divizija (genboj. Haber)

- Grupa Stein (genpor. Hermann von Stein)
  - 1. konjička divizija (podmrš. Ruiz)
  - 7. pješačka divizija (genboj. Goldbach)
  - 8. bavarska pričuvna divizija (genpor. Stein)

## Vojni raspored 1. armije u Kerenskijevoj ofenzivi
Zapovjednik: general pukovnik Franz Rohr von Denta

- VIII. korpus (gentop. Siegmund von Benigni)
  - 71. pješačka divizija (genboj. Goldbach)
  - 70. honvedska divizija (podmrš. Soršić)

- VI. korpus (podmrš. Emmerich Hadfy)
  - 225. pješačka divizija (genboj. Woyna)
  - 39. honvedska divizija (genboj. Breit)

- XXI. korpus (genpj. Kasimir von Lütgendorf)
  - 72. pješačka divizija (podmrš. Bandian)
  - 31. pješačka divizija (genboj. Lieb)
  - 37. honvedska divizija (genboj. Haber)
  - 3. konjička divizija (genboj. Kopeček)

- XXIV. pričuvni korpus (genpj. Friedrich von Gerok)
  - 7. konjička divizija (genboj. Marenzi)

- Grupa Lipoščak (podmrš. Anton Lipošćak)
  - 7. pješačka divizija (genboj. Schmidt)
  - 10. konjička divizija (genboj. Bauer)

- Grupa Ruiz (podmrš. Eugen Ruiz de Roxas)
  - 218. pješačka divizija (genboj. Nostitz)
  - 1. konjička divizija (podmrš. Ruiz)

## Vanjske poveznice
(eng.) 1. armija na stranici Austrianphilately.com  Arhivirana inačica izvorne stranice od 20. ožujka 2021. (Wayback Machine)

(eng.) 1. armija na stranici Austro-Hungarian-Army.co.uk